# Metil jasmonat
El jasmonat de metil (en anglès: Methyl jasmonate, MeJA) és un compost orgànic volàtil de fórmula C13H20O₃, que fan servir les plantes en la seva defensa i en moltes vies de desenvolupament com són la germinació de les llavors, el creixement de les arrels, l'antesi (florida), la maduració dels fruits i la senescència. El jasmonat de metil deriva de l'àcid jasmònic.
Les plantes produeixen àcid jasmònic i jasmonat de metil en resposta a l'estrès biòtic i abiòtic (en particular davant els herbívors i les ferides). El jasmonat de metil es pot fer servir per a mostrar el sistema de defensa de la planta o es pot escampar per contacte físic o per l'aire per a produir una reacció defensiva en plantes indemnes.
El jasmonat de metil pot induir la planta perquè produeixi molts tipus de defensa química com les fotoalexines (antimicrobianes), nicotina o inhibidors de la proteasa. MeJA activates the proteinase inhibitor genes (a defensive reaction within plants) through a receptor-mediated signal transduction pathway. Els inhibidors de la proteasa interfereixen amb el procés digestiu de l'insecte i fan que ja no vulgui menjar la planta
El mètil jasmonat s'ha demostrat que estimula la producció de resina en alguns pins davant les ferides i això també és un mecanisme de defensa davant certs insectes.
També és una fitohormona implicada en l'enrotllament dels circells i en la florida de diverses maneres com el temps en què floreix, la morfologia de les flors i el nombre de flors obertes. Indueix l'activitat de l'enzim que forma etilè i, per tant, participa en la maduració dels fruits.
S'ha demostrat que quantitats incrementades de jasmonat de metil en les arrels de les plantes n'inhibeixen el creixement.
El jasmonat de metil indueix l'alliberament del citocrom c en el mitocondri de les cèl·lules canceroses portant a la mort de les cèl·lules però no danya les normals.